# Pacing Strategy
Il Pacing strategy è lo studio di come un atleta possa distribuire la produzione di lavoro meccanico, l'espressione di potenza e velocità nel corso di una gara in modo da ottimizzare il risultatoIl termine pacing deriva dalla parola “pace” che significa: passo, ritmo, andatura e insieme alla parola “strategy” sta proprio a significare “strategia di gara”.
Nello sport, questo termine è usato per indicare le fasi della performance di un atleta. Lo studio di queste fasi è fondamentale per ottimizzare il raggiungimento di un punto di arrivo, il traguardo, o per passare in vantaggio. La strategia che si applica a ogni gara dipende da vari fattori: dallo sport, dal contesto, dalle attrezzature e soprattutto dalle caratteristiche fisiologiche e psicologiche dell'atleta. In particolare il cervello gioca un ruolo chiave nei complessi processi di informazione interne ed esterne, in modo da stabilirsi, mantenersi e adattarsi alle strategie praticate durante l'allenamento o direttamente durante la gara. L'obiettivo del pacing è quello di raggiungere il risultato prefissato, senza che la fatica interferisca con il completamento del compito o con le attività metaboliche dell'atleta. Il Pacing rappresenta la concezione ottimale di come la gara dovrebbe essere percorsa o su come la stagione dovrebbe essere gestita .

## Tipologie di Pacing
Vi sono diverse tipologie di pacing a seconda dello sport/disciplina e della gara che un atleta affronta.

### All-out Pacing
L'all-out pacing viene utilizzato nelle gare di breve durata. In questo caso l'atleta premedita di affrontare l'inizio dell'evento attingendo subito alla massima energia esprimibile dal suo corpo, per raggiungere il più rapidamente possibile l'apice della velocità. Una volta raggiunta, gli atleti cercano di mantenere quella velocità e di conseguenza la propria energia cinetica, sforzandosi al massimo fino alla fine dell'evento. Questa tattica spesso dà come risultato una gara in negative-split, perché nella maggior parte della gara, si attua un'azione di accelerazione per raggiungere la velocità massima e la seconda parte della gara viene completata generalmente in meno tempo della prima. Per esempio nei 100m piani, la fase di accelerazione può ricoprire anche il 55-60% del percorso, riuscendo a raggiungere la massima velocità solamente ai 55 metri. Come risultato, la gara appare negativamente divisa perché la velocità è costruita nella prima metà della gara e poi mantenuta nella seconda. Per fare una divagazione interessante, lo sprint dei 200m maschile viene spesso corso ad una velocità media più alta rispetto alla gara dei 100m, perché la fase di accelerazione dei 200m è proporzionatamente inferiore a quella dei 100m!  Le gare, nelle quali è utilizzabile con esiti positivi tale strategia, possono durare dai 20 ai 30 secondi, in alcuni sport, e sino a 60 in altri. Questo è dato dalla differenza di ambiente e di utilizzo di attrezzi nei vari sport, ad esempio se l'attrito è generato dall'aria o dall'acqua.

### Positive Pacing
Il positive pacing implica iniziare la competizione ad un ritmo relativamente alto, ma non massimale. Tuttavia, nonostante il minor impiego di energia, l'atleta è ugualmente costretto a ridurre la propria intensità durante la gara, per affrontarne le fasi successive. Questa tipologia di pacing è utilizzata nelle gare di media durata, dai 40 secondi a 2 minuti, oppure nelle gare di lunga durata dalle 2 ore in su.
Una strategia di positive pacing viene spesso utilizzata dai corridori che percorrono i 400m piani, che necessita di poco più di 40 secondi. In questo evento la velocità di partenza è vicina alla massimale, e la velocità dell'atleta diminuisce durante il corso della gara.  Una positive pacing è più appropriata di una all-out pacing nelle gare di durata dai 40 ai 120 secondi per vari motivi. Primo, accelerare alla maggior velocità possibile all'inizio dell'evento è meno importante e la fase iniziale della gara è meno significativa come indicatore di performance. Secondo, è importante iniziare sotto il massimale per regolare l'uso delle riserve di energia, in modo che possano essere distribuite per tutta la durata dell'evento. Infine, il tempo in cui la resistenza aerodinamica o idrodinamica a cui ci si oppone diventa un fattore limitante in termini di energia richiesta dall'evento.

### Even Pacing
Durante eventi della durata compresa tra i 2.5 minuti e i 60 minuti (ad esempio, negli eventi di media/lunga durata), è stato osservato negli studi sperimentali e nelle gare che gli atleti mostravano una preferenza per l'even pacing. È anche evidente che la fase di accelerazione iniziale diventa relativamente meno importante, per il risultato della gara, all'aumentare della durata della stessa. Negli eventi di questa durata, le strategie di gara a ritmo regolare hanno a che fare con i modelli matematici, che suggeriscono, che la velocità di gara è dettata dalla massima forza costante che un atleta può esercitare insieme alle forze di resistenza praticate. Un principio chiave dell'even pacing è che: evitando accelerazioni e decelerazioni superflue, l'atleta sta in realtà evitando fluttuazioni dell'energia cinetica e sta quindi utilizzando le riserve energetiche più efficacemente.

### Negative Pacing
In opposizione alle gare negative viste nell'all-out pacing,  il vero pacing negativo viene tipicamente osservato negli eventi di media e lunga durata. Il pacing negativo coinvolge un aumento della velocità durante il corso della gara e potrebbe aiutare a diminuire l'uso dell'energia aerobica e anaerobica e il conseguente affaticamento metabolico durante l'esercizio. Tuttavia, le prove sperimentali del fatto che questa sia una strategia valida sono limitate. Può anche essere chiamata Negative Split

### Parabolic Pacing
Avviene comunemente in tutti gli eventi di media/lunga durata un incremento dell'intensità nelle ultime fasi di gara. In alcuni casi (come i 3000m di ciclismo su pista) la prima fase di gara (80-90%) viene eseguita ad un'andatura regolare, per poi manifestarsi una notevole crescita nella produzione di potenza e velocità in quella finale. Questa pratica può essere vista come una perdita di energia cinetica, perché l'energia, che potrebbe forse essere utilizzata al principio, viene spesa solo alla fine della gara per accelerare. Tuttavia, la conseguenza di spingere troppo forte a metà gara sarebbe una fatica prematura e una grande riduzione della velocità prima della porzione finale, per questo gli atleti delle competizioni di media e lunga distanza sembrano prediligere un ritmo più conservativo a metà gara. Uno scatto finale o uno sprint terminale è spesso evidente alla fine di queste gare, una strategia ben nota agli allenatori e agli atleti. Ad esempio, i corridori di media e lunga distanza partono spesso con una potenza iniziale elevata per acquistare un maggiore slancio o una posizione più vantaggiosa rispetto agli avversari, ma il ritmo decresce verso la metà della gara, prima di un impeto finale nelle ultime fasi.

### Variable Pacing
Per molte ragioni, a volte gli atleti cambiano il proprio ritmo durante una gara. Le strategie di pacing sono influenzate da diversi fattori esterni, inclusi il tipo di gara e la durata, i ritmi degli avversari, le condizioni ambientali (temperatura, umidità, altitudine, vento) e la topografia del percorso (piatto, in salita, in discesa, formazione di onde, profondità di una piscina, condizioni del ghiaccio, ecc…). Una strategia pacing variabile, o fluttuante, sembra essere stata sviluppata dagli atleti per contrastare le mutevoli condizioni esterne durante la gara.